# Ⱬ

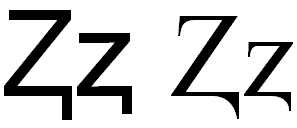

الحرف Ⱬ هو حرف مشتق من الحرف Z اللاتيني استخدم في يېڭى يېزىق في اللغة الأويغورية للتعبير عن صوت لثوي غاري احتكاكي مجهور (ʒ) أو الحرف ژ. أما في كونا يزيك فهو يرمز للحرف ج.
المختصون في تطوير الأبجدية الأويغورية اللاتينية منقسمون حول استخدام الحرف للصوتين ژ أو ج.

## اليونيكود
- Ȥ (حرف كبير): U+2C6B
- ȥ (حرف صغير): U+2C6C